# Michelsreuth
Michelsreuth (oberfränkisch: Michelsreud) ist ein Gemeindeteil der Gemeinde Trebgast im Landkreis Kulmbach (Oberfranken, Bayern). Michelsreuth liegt in der Gemarkung Trebgast.

## Geographie
Der Weiler liegt auf der Klosterebene. Es entspringen dort der Teufelsgraben und ein namenloser Bach, beides rechte Zuflüsse des Forellenbachs. Ein Anliegerweg führt an Weiherleithen vorbei nach Trebgast zur Staatsstraße 2183 (1,7 km nordwestlich).

## Geschichte
1832/33 wurde von Michael Pöhner auf dem Gemeindegebiet von Harsdorf ein Haus errichtet. Das Anwesen wurde nach seinem Vornamen benannt. 1833 wurden zwei weitere Häuser errichtet: das eine befand sich auf dem Gemeindegebiet von Trebgast, das andere auf dem Gemeindegebiet von Himmelkron. 1836 wurde ein weiteres Haus auf dem Gemeindegebiet von Himmelkron erbaut. Zum 1. Oktober 1954 wurden die Anwesen in Himmelkron und Harsdorf nach Trebgast umgegliedert.

### Einwohnerentwicklung
| Jahr      | 001838 | 001861 | 001871 | 001885 | 001900 | 001925 | 001950 | 001961 | 001970 | 001987 |
| Einwohner |        | 8      | 14     | 16     | 15     | 7      | 17     | 34     | 34     | 25     |
| Häuser    | 1      |        |        | 3      | 3      | 3      | 2      | 7      |        | 6      |
| Quelle    | [ 6 ]  | [ 10 ] | [ 11 ] | [ 12 ] | [ 13 ] | [ 14 ] | [ 15 ] | [ 16 ] | [ 17 ] | [ 1 ]  |

Michelsreuth–Harsdorf
| Jahr      | 001838 | 001861 | 001871 | 001885 | 001900 | 001925 | 001950 |
| Einwohner |        | 21     | 18     | 16     | 17     | 13     | 18     |
| Häuser    | 1      |        |        | 3      | 3      | 3      | 3      |
| Quelle    | [ 6 ]  | [ 18 ] | [ 19 ] | [ 20 ] | [ 21 ] | [ 22 ] | [ 23 ] |

Michelsreuth-Himmelkron
| Jahr      | 001838 | 001861 | 001871 | 001885 | 001900 | 001925 | 001950 |
| Einwohner |        | 11     | 10     | 13     | 14     | 16     | 14     |
| Häuser    | 1      |        |        | 3      | 3      | 3      | 3      |
| Quelle    | [ 6 ]  | [ 24 ] | [ 25 ] | [ 26 ] | [ 27 ] | [ 28 ] | [ 23 ] |

## Religion
Michelsreuth ist evangelisch-lutherisch geprägt und nach St. Johannes (Trebgast) gepfarrt.